# Saint-Thiébault
Saint-Thiébault település Franciaországban, Haute-Marne megyében. Lakosainak száma 250 fő (2022. január 1.). Saint-Thiébault Illoud és Bourmont entre Meuse et Mouzon községekkel határos.

## Népesség
A település népessége az elmúlt években az alábbi módon változott:
| Lakosok száma | 316  | 331  | 295  | 291  | 242  | 237  | 238  | 236  | 235  | 250  |
|               | 1968 | 1982 | 1990 | 2006 | 2013 | 2015 | 2017 | 2019 | 2020 | 2022 |